# Golden Years
Golden Years – piosenka Davida Bowiego pochodząca z albumu Station to Station. Została wydana jako singiel promujący tę płytę w 1975 i zarówno w Anglii, jak i w Stanach Zjednoczonych dotarła do pierwszej dziesiątki list przebojów.

## Geneza utworu
Według legendy Bowie miał napisać tę piosenkę specjalnie dla Elvisa Presleya, sam Bowie nigdy nie zaprzeczył, ani nie potwierdził tej informacji. Jego była żona Angela twierdzi, że inspiracją do powstania tego utworu była ona.

## Nawiązania do utworu
W wersji oryginalnej można go usłyszeć w filmie Obłędny rycerz.

## Inne wersje
„Golden Years” w coverze nagranym przez Marilyna Mansona (który jest wielkim fanem Bowiego) został wykorzystany w filmie Trup w akademiku. Oprócz Mansona piosenkę tę nagrały także takie zespoły jak: Loose Ends, Swell i Walk DMC.